# 贝尔大西洋公司诉托姆布雷案
贝尔大西洋公司诉托姆布莱案（Bell Atlantic Corp. v. Twombly）（550 US 544 (2007)，简称Twombly）是美国最高法院涉及反垄断法和民事诉讼程序的判决。该裁决由大法官戴维·苏特起草，裁定平行行为在缺乏一致证据的情况下，不足以依据《谢尔曼法》第1条维持反垄断诉讼。它还提高了联邦民事案件的起诉要求，推翻了原本在康利诉吉布森案（Conley v. Gibson ，355 US 41（1957））中确立的极为宽泛的诉状要求，改为要求原告在诉状中提供足够的事实，以使其具有可信度（而不仅仅是存在可能性和可想象性），要求原告能够提供事实来支持他们的主张。该判决在法律界引起了很大争议，大法官约翰·保罗·史蒂文斯的反对意见就证明了这一点。 

## 背景
威廉·托姆布雷和劳伦斯·马库斯提起集体诉讼，指控贝尔大西洋公司和小贝尔公司（破产的AT&T的继任公司）从事反竞争行为，违反了《谢尔曼法》第1条。具体而言，原告指控这些公司的行为损害了小型电话公司的利益，且利用垄断优势地位向消费者收取高昂的费用，例如，它们协议不进入另一家大公司占主导地位的市场（从而防止了价格战），尽管1996年《电信法》规定这样做的成本相对较低。 该诉讼指控Baby Bells组合之间存在不参与竞争的合谋行为。例如，诉讼指出Qwest尽管在加利福尼亚州所有周边州都有业务，但却没有在加利福尼亚州开展竞争；大西洋贝尔尽管在康涅狄格州所有周边州都处于垄断地位，但却没有在康涅狄格州开展业务。 
他们的申诉被纽约南区联邦地区法院法官杰拉德·E·林奇驳回，理由是没有提出足够的事实来指控违反了《谢尔曼法》。该裁决被联邦第二巡回上诉法院推翻， 最高法院于2006年同意审理此案。

## 判决
该裁决改变了对《联邦民事诉讼规则》第 8(a)(2) 条关于通知诉状要求的现有解释以及《联邦民事诉讼规则》第 12(b)(6) 条规定的驳回诉讼标准，制定了新的、更严格的诉状要求具体性标准。
首先，最高法院明确了根据《谢尔曼法》第 1 条证明反竞争行为索赔的要求。 《谢尔曼法》禁止达成旨在限制贸易的“合同、联合或共谋”。法院认为，虽然平行行为（竞争公司采取的可能被视为暗示达成某种合作协议的行为）是“可接受的间接证据”，由此可以推断出达成了反竞争行为的协议，但平行行为本身并不足以证明《谢尔曼法案》的诉求。
随后，法院维持了地方法院驳回原告投诉的判决，认为投诉中仅仅指控竞争对手同意不竞争不足以根据《谢尔曼法》提出共谋指控。法院发现，托姆布雷的诉状没有提供足够的事实，使法院无法认定两家公司参与了共谋；相反，诉状提供了平行行为的事实依据，这不足以满足法院对《谢尔曼法》的新解释，并且诉状只表示达成了协议，而没有提供支持该指控的任何细节。因此，法院认为驳回申诉是恰当的。
最高法院推翻了第二巡回法院的判决，该法院曾推翻地方法院（Lynch DJ）的裁决，该法院以未根据《联邦民事诉讼规则》第 12(b)(6) 条提出索赔为由驳回了该诉状。
此前，根据法院在康利诉吉布森案中规定的标准，诉状仅需陈述一组“可以想象的”事实来支持其法律主张。换句话说，除非有合理怀疑表明原告无法提供任何事实证据来支持其诉讼请求并使其有权获得救济，否则法院不能驳回原告的诉讼请求。在Twombly 案中，法院采用了更为严格的“合理性”标准，要求“有足够的事实来支撑合理原告的诉求，即证据开示将揭露非法协议存在的证据”。
然而，托姆布雷测试仍然含糊不清，法律界对于如何解释“合理性”标准感到困惑，尽管这不应该是一个提高的诉讼标准，如法院在脚注 14 中所说这种在反垄断案件之外提高诉讼标准的做法的普遍适用性是在阿什克罗夫特诉伊克巴尔案中确立的，当时法院还提供了下级法院应如何适用贝尔大西洋公司诉托姆布雷案测试的指导：
我们在Twombly一案中的判决基于两项原则。首先，法院必须将诉状中的所有指控视为真实的原则不适用于法律结论......。其次，只有陈述了合理的救济请求的诉状才能经受住驳回动议的考验。正如上诉法院所指出的那样，确定申诉是否提出了合理的救济请求是一项针对具体情况的任务，要求复审法院利用其司法经验和常识。根据这些原则，考虑驳回动议的法院可以选择首先确定哪些诉状，因为它们不过是结论，无权假定其真实性。虽然法律结论可以为诉状提供框架，但它们必须得到事实指控的支持。当事实指控充分时，法院应假定其真实性，然后确定这些指控是否能合理地引起救济权。我们在Twombly一案中的判决说明了这种双管齐下的方法。
这两种情况通常被统称为Twiqbal 。
该案由凯洛格、胡贝尔、汉森、托德、埃文斯和菲格尔律师事务所的迈克尔·凯洛格和美国司法部反垄断司助理司法部长托马斯·巴内特以原告法庭之友的身份代表美国成功辩护。 
截至 2020 年，托姆布雷仍然存在争议。它不仅推翻了Conley v. Gibson 案，还推翻了Leatherman v. Tarrant County Narcotics Intelligence and Coordination Unit 案，507 US 163 (1992)。Leatherman案经由法院一致认定，提高诉讼标准从根本上与《联邦民事诉讼规则》相抵触，法院认为改变该标准的唯一方法是修改规则。更何况法院在Swierkiewicz v. Sorema, NA, 534 US 506 (2002) 案中作出的另一项一致判决进一步巩固了康利案所确立的宽泛标准，这让Twombly案的判决更加令人惊讶。 

## 相关立法
2009年7月22日，在最高法院就Iqbal 案作出扩大Twombly案范围的判决后，参议员阿伦·斯佩克特 (Arlen Specter)提出了《2009 年通知式起诉恢复法案》，该法案规定： 
除非国会法令或本法颁布之日后生效的《联邦民事诉讼规则》修正案另有明确规定，联邦法院不得根据《联邦民事诉讼规则》第 12(b)(6) 或 (e) 条驳回申诉，但美国最高法院在康利诉吉布森案（355 US 41 (1957)）中规定的标准除外。
此后不久，美国众议院也提出类似的法案。它被称为“ 2009 年法院开放法案”：
法院不得根据《联邦民事诉讼规则》第 12 条第 (b)(6)、(c) 或 (e) 款驳回起诉，除非毫无疑问地表明原告无法证明任何事实来支持其索赔，从而使原告有权获得救济。如果法官认定投诉的事实内容无法证明原告的主张合理，或不足以合理推断被告应对所指控的不当行为承担责任，法院不得根据上述任一分项驳回投诉。
两项法案均未提交议会表决。